# Mangiamerda
Albums de Alain Meilland
1976 : La Voix des Mots 1978 : Les Travailleurs de la Nuit
Mangiamerda est à la fois le titre d'une chanson et d'un album sorti en 1977 dans lequel Alain Meilland chante, accompagné par Paul Castanier (claviers) et Christian Lété (percussions) ses propres compositions et des textes coécrits avec Maurice Frot ainsi que des chansons de Font et Val.

## Musiciens
- Paul Castanier : piano - claviers
- Christian Lété : percussions
- Danièle Bonny : accordéon (pour le titre "la conquête du Mont Martre")

## Fiche Technique
- Enregistré en juillet 1977
- À Milizac (29290)
- Pochette :
  - recto : maquette et dessin de Aline Chertier
  - verso : photos Patrick Cantat
- Prise de son et mixage : Renaud Richard
- Gravure : Magnum International
- Édité par : SEDEP

1, rue A.Ribot - 44100 Nantes.
- Production : DISCOVALE

1, rue A.Ribot - 44100 Nantes.
- Réalisation : Willy Wenger - Renaud Richard
- Distribution : Unidisc

31, rue de Fleurus 75006 - Paris
- Référence : disque 33 T . stéréo N° WM 23 B

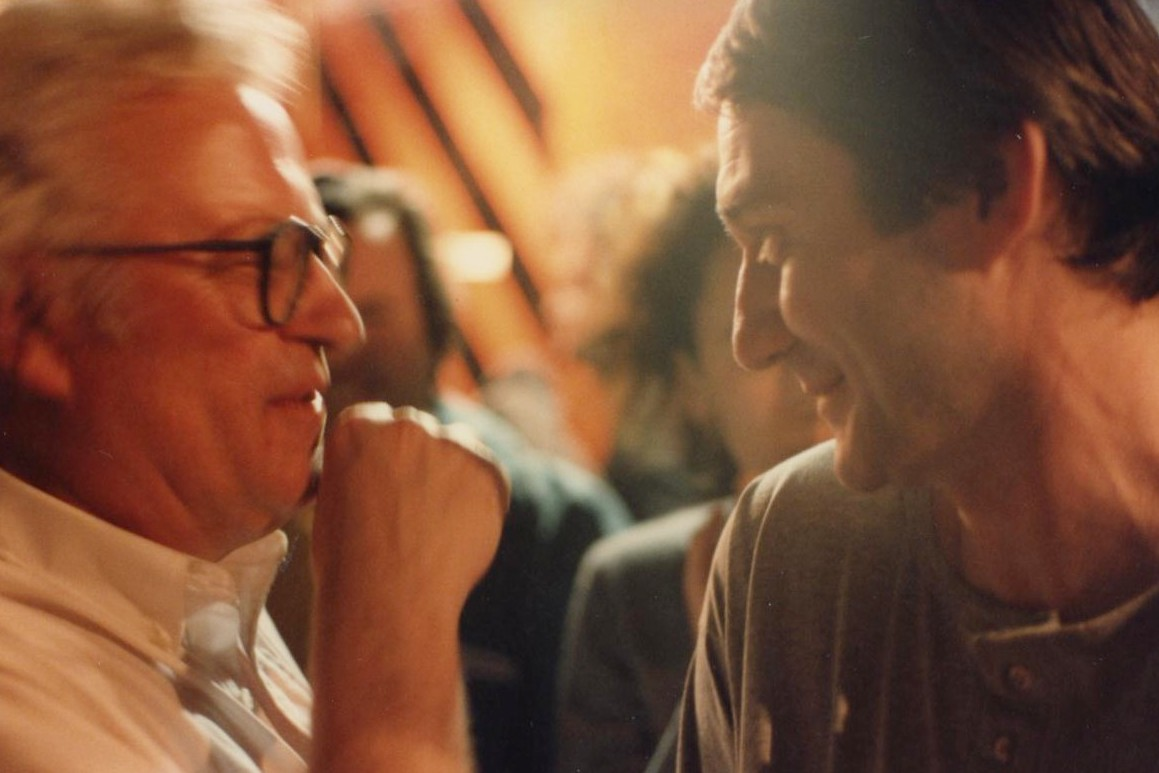
Pendant l'enregistrement du disque "Mangiamerda" discussion entre l'auteur (à gauche) : Patrick Font et (à droite) l'interprète de sa chanson "Le Far West" : Alain Meilland

## Face 1
1. - Ma prof' - (Pierre Lauberty - Alain Meilland) 3 min 03 s
2. – Le Far-West - (Patrick Font) 4 min 23
3. – La conquête du Mont Martre - (Maurice Frot – Paul Castanier) 3 min 30 s
4. – Le Fleuve - (Maurice Frot – Paul Castanier) 3 min 05 s
5. – Que la fête ne cesse - (Philippe Val) 4 min 10 s

## Face 2
1. - Les trois entêtés - (Alain Meilland) 2 min 52 s
2. – Comme les hommes - (Maurice Frot – Paul Castanier) 4 min 55 s
3. – Mina-Fontaine - (Maurice Frot – Paul Castanier) 3 min 10 s
4. – Mangiamerda - (Maurice Frot - Alain Meilland – Paul Castanier) 8 min 02 s